# .example
 .example (eng. .eksempel) er et generisk topdomæne, der er reserveret til brug i dokumentation af software og i konfigurationseksempler, hvor man har behov for at vise et fiktivt navn. Formålet er at undgå, at slutbrugere generer nogen ved at henvise til eksisterende domæner og internetværter ved at følge eksemplerne uden videre.
Domænet blev sammen med .invalid, .localhost og .test reserveret i RFC 2606, der blev udgivet i 1999. Samme RFC reserverede desuden example.com, example.net og example.org, ligeledes til eksempelformål.
| Generiske topdomæner | Spire Denne artikel om generiske topdomæner er en spire som bør udbygges. Du er velkommen til at hjælpe Wikipedia ved at udvide den. |